# 散位寮
散位寮（日语：／ saniryō）是古代日本律令制度中式部省下属机构之一。虽然日本律令制是模仿唐朝，但在唐代律令制度中，并没有与散位寮相对应的机构。

## 职掌
散位寮负责对散位，相当于唐朝的散官，进行管理和考核。散位指仅拥有位阶而未担任具体官职的人。根据规定五位以上的散位官员需常驻于散位寮内，并执行常勤职责；六位以下则分为两种情况：在京的人员需轮流到散位寮值班，而不在京的人员则在所属的国府中轮流值班。这些散位官员主要协助其他官署处理事务，或担任使者。此外，武散位（武官出身的散位）还受到兵部省的管理。
另外，四度使之一的朝集使在京城时，也由散位寮负责管理。后来，随着散位制度逐渐形式化，散位寮的存在意义逐渐减弱，最终于896年 (寬平8年)并入式部省，散位也改由式部省管理。

## 职员
散位寮職員包括：
- 頭（从五位下相当）一名
- 助（从六位上相当）一名
- 允（從七位下相当）一名
- 大属（從八位下相当）一名　少属（大初位上相当）一名
- 史生　六名，之后减为四名
- 散位
- 使部
- 仕丁